# Morrisons
Wm莫里遜超市公司（Wm Morrison Supermarkets plc），是英國的第四大連鎖超市，僅次於樂購、森寶利、阿斯達，總部位於英格蘭西約克郡布拉德福德。莫里遜超市由威廉·莫里遜創建於1899年。在2004年之前，莫里遜主要在英格蘭北部地區開設店鋪。但在經過併購之後，該公司在南英格蘭、威爾斯和蘇格蘭的店鋪明顯增加。2016年，莫里遜在英格蘭、威爾斯、蘇格蘭共有498家店鋪，並且在直布羅陀也有一家店鋪。2015年，莫里遜佔英國超市業界11%的市場份額。該公司也是倫敦證券交易所的上市公司之一。

## 外部連結
- 官方网站